# Carvajal (poeta)
Carvajal o también Carvajales, fue un poeta del siglo XV que acompañó a Alfonso V, rey de Aragón, a la recién conquistada Nápoles

## Biografía
Se desconocen las fechas de nacimiento y muerte; todavía se discute si fue castellano. Se sabe seguro que estuvo ligado a la corte aragonesa de Nápoles. Entre sus composiciones destacan las tituladas "Passando por la toscana" y "Veniendo de la Campanna". También se conservan poemas de amor cortés, elegías y romances, así como cuatro poemas escritos en italiano con dialectalismos napolitanos: "¿Dónde soys, gentil galana", "Tempo serrebe, hora may", Non credo que più gran doglia" y Adiò, madama, adiò ma dea".

## Cancionero de Estúñiga
También llamado "Cancionero de Stúñiga", así nombrado por el poeta que publicó la primera poesía: Lope de Stúñiga. Lo poco que se conoce de la obra de Carvajal, es gracias a las composiciones que se conservan en dicho Cancionero.
Se tuvo que recopilar algo después de la muerte del Rey (julio de 1458), en tiempos de su heredero Fernando, ya que a él y a hechos ocurridos entonces alude algún poema.

## Un poema de Carvajal
"¿Dónde soys, gentil galana?".

Respondio manso et syn priessa:

"Mja matre he de aduersa;

yo, miçer, napolitana".

Preguntel si era casada,

o sy se quería casar:

"Oyme, disse, Esuenturata

hora fosse a maritar,

ma la bona uoglia e uana,

por fortuna e aduersa,

che mia matre he de aduersa;

yo, meçer, napolitana".

que Manuel Alvar adapta a una versión actual.

"¿De dónde eres, gentil galana?".

Respondióme dócil y pausadamente:

"Mi madre es de Aversa;

yo, señor, napolitana".

Le pregunté si era casada

o si tenía propósitos de desposarse:

"Oyeme, dijo: desdichada
 
fue la hora en que fui a casarme,

pues los buenos deseos son inconsistentes

por culpa del acaso

y la desgracia. 

Mi madre es de Aversa;

yo, señor, napolitana".

## Recuerdo Histórico
Con Alfonso V fueron a Nápoles muchos españoles, no sólo súbditos suyos, aragoneses y catalanes, sino también, castellanos, de los que habían tomado partido por los Infantes de Aragón contra D. Álvaro de Luna. 
En el reinado de Alfonso V se dieron dos literaturas independientes entre sí, una la de los humanistas italianos y sus discípulos españoles, escrita siempre en lengua latina; otra la de los poetas cortesanos, escrita en castellano, y catalán. Apenas existía entonces en Nápoles, literatura italiana, ni en la lengua común, ni en el dialecto del país.

## Análisis
Según Manuel Alvar, los textos que Carvajales escribió en italiano nos han sido transmitidos de manera incorrecta y creo que no todos los errores pueden ser achacados a que tuviera un conocimiento deficiente del italiano. Porque hay crudos hispanismos (micer, mecer, oime, vuestra), falsos italianismos gráficos (cha, pichola) o incertidumbres resueltas con la españolización (vergonya, omne) e incorrecciones (ambe por ambi, he por é, por en vez de per, serrebe por sarebbe, vidiray por vedray) de difícil asignación. 